# Zucchero a velo

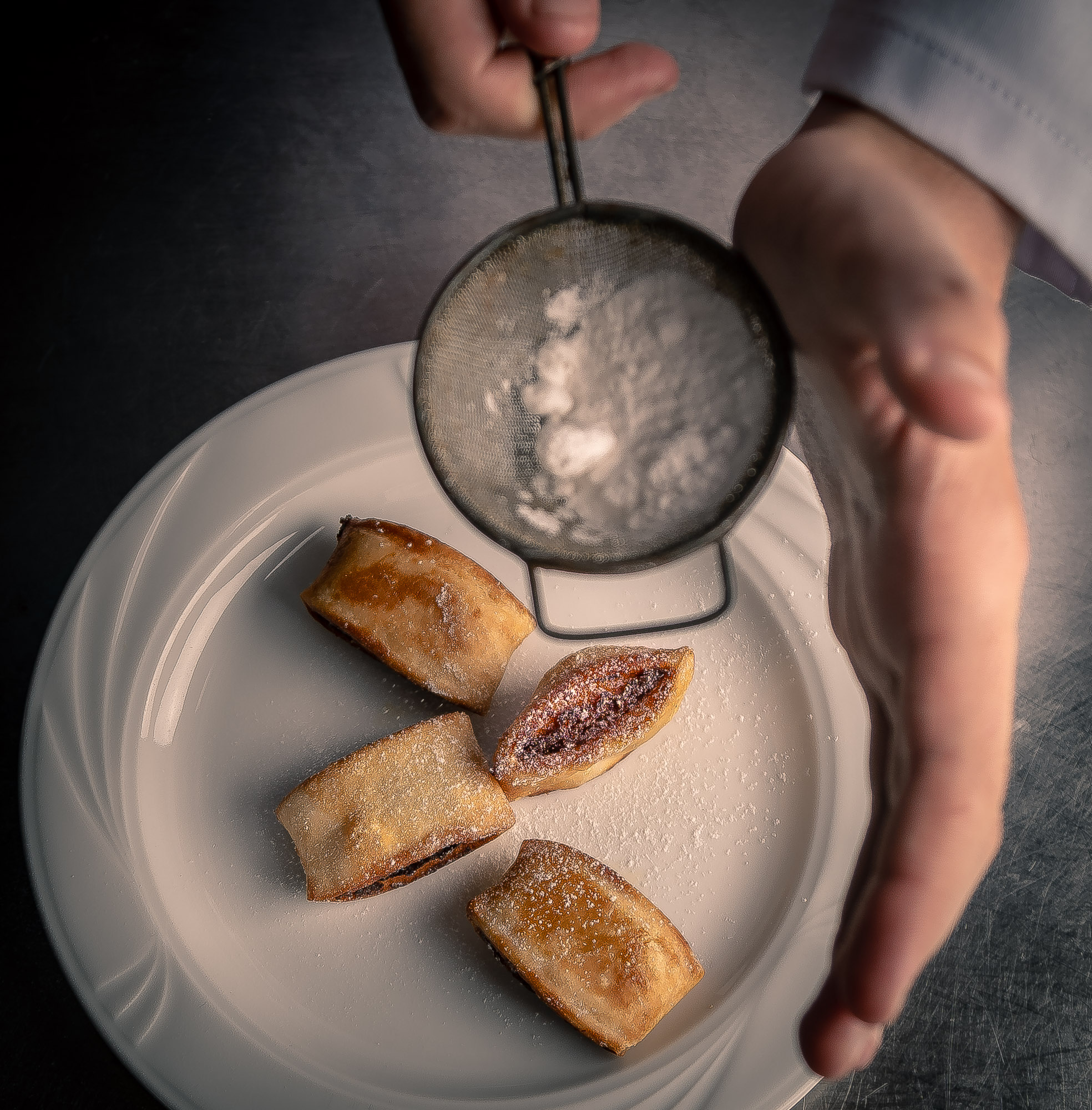
Zucchero a velo spolverato sopra gli imqaret maltesi

Lo zucchero al velo è un tipo di zucchero ridotto a una finissima polvere che viene usata per guarnire dolci.
Si può acquistare a livello commerciale o si può ottenere a casa propria tritando lo zucchero con un mixer.

## Tipologie
Esistono due tipologie di zucchero a velo: lo zucchero a velo classico e lo zucchero impalpabile.
Il primo è ottenuto proprio per macinazione mentre il secondo è ottenuto sempre per macinazione ma con l'aggiunta di antiagglomerante che può essere sotto forma o di farina o di amido e conferisce allo zucchero un carattere idrorepellente.
Ci sono sostanziali differenze tra il classico e quello impalpabile: difatti, quando si va a spolverare sulla superficie di dolci umidi quali possono essere crostate di frutta, mousse o crêpes, lo zucchero a velo classico si scioglie rapidamente a differenza di quello impalpabile.
Ciò si verifica poiché lo zucchero a velo in questione è composto da una piccola percentuale di amidi (max 3%); proprio per questo è molto difficile da reperire al di fuori dell'ambito professionale.

## Elenco di dolci serviti con zucchero a velo
- Pandoro
- Pastiera
- Chiacchiere (o frappe)
- Churros
- Maritozzo
- Viennese